# Lakepa
Lakepa – miejscowość w Niue (terytorium stowarzyszone z Nową Zelandią). Według danych ze spisu ludności w 2011 roku liczyła 51 mieszkańców – 24 kobiety i 27 mężczyzn. Ósma co do wielkości miejscowość kraju.